# 加藤青延
加藤 青延（かとう はるのぶ、1954年 - ）は、日本のジャーナリスト、NHK専門解説委員。NHK中国総局長、NHK解説主幹等を経て、武蔵野大学特任教授、国立大学法人東京外国語大学経営協議会委員。ギャラクシー賞優秀賞受賞。

## 人物・経歴
東京都世田谷区出身。お茶の水女子大学附属中学校、東京都立青山高等学校を経て、1978年東京外国語大学外国語学部中国語学科卒業。同年4月日本放送協会（NHK）に入局。報道局国際部から1987年に NHK香港支局長となり、2年間の勤務を経て、 1989年NHK北京支局特派員となる、NHK北京支局 特派員時代は天安門事件の発生時に 緊迫の中国情勢を現地から取材、4年間の勤務を経て、1993年よりNHK北京支局長に就任。9年間の勤務を経て、2002年より中国総局長に就任。2006年解説主幹。同年ギャラクシー賞優秀賞受賞。2012年日中友好会館文化事業諮問委員会諮問委員。2014年解説委員。2015年日本日中関係学会副会長。2017年国立大学法人東京外国語大学経営協議会委員。この間、武蔵野大学法学部政治学科特任教授、早稲田大学政治経済学術院非常勤講師等も歴任した。

## 著作

### 著書
- 『NHK特派員は見た中国仰天！ボツネタ＆（秘）ネタ』日本僑報社 2014年
- 『矛盾に満ちた中国をどう見るか : 習近平体制の実態と展望』公共政策調査会 2014年
- 『覇王習近平 : メディア支配・個人崇拝の命運』展望社 2016年
- 『目撃 天安門事件 : 歴史的民主化運動の真相』PHPエディターズ・グループ 2020年

### 監訳書
- 柳斌傑, 李東東 編『中国名記者列伝 : 正義を貫き、その文章を歴史に刻み込んだ先人たち 第1巻』日本僑報社 2016年
- 柳斌傑, 李東東 編『中国名記者列伝 : 正義を貫き、その文章を歴史に刻み込んだ先人たち 第2巻』日本僑報社 2017年